# Hedysarum talassicum
Hedysarum talassicum är en ärtväxtart som beskrevs av Ennafa Vasil'evna Nikitina och Sultanova. Hedysarum talassicum ingår i släktet buskväpplingar, och familjen ärtväxter. Inga underarter finns listade i Catalogue of Life.